# Pazifische Bischofskonferenz
Die Pazifische Bischofskonferenz (CEPAC, lateinisch Conferentia Episcopalis Pacifici) ist ein Zusammenschluss der römisch-katholischen Bischöfe mehrerer Inselstaaten in Ozeanien. Die Bischofskonferenz ist Mitglied im Bund der katholischen Bischofskonferenzen in Ozeanien (FCBCO).
Ihr gehören die Diözesanbischöfe sowie ihnen gleichgestellten Ortsordinarii in Amerikanisch-Samoa, Cookinseln, Fidschi, Französisch-Polynesien, Guam, Kiribati, Marshallinseln, Mikronesien, Neukaledonien, Nördliche Marianen, Samoa, Tonga, Tuvalu, Vanuatu und Wallis und Futuna an.
In Australien und Ozeanien gibt es nur wenige nationale Bischofskonferenzen (Australische Bischofskonferenz, Neuseeländische Bischofskonferenz und Bischofskonferenz von Osttimor) sowie die binationale Bischofskonferenz von Papua-Neuguinea und den Salomoninseln. Für die kleineren Inselstaaten sind die kirchlichen Strukturen dagegen übernational aufgebaut. Am 26. März 1986 wurde die Pazifische Bischofskonferenz errichtet.
Vorsitzender ist Ryan Jimenez, Erzbischof von Agaña (Guam).

## Diözesen

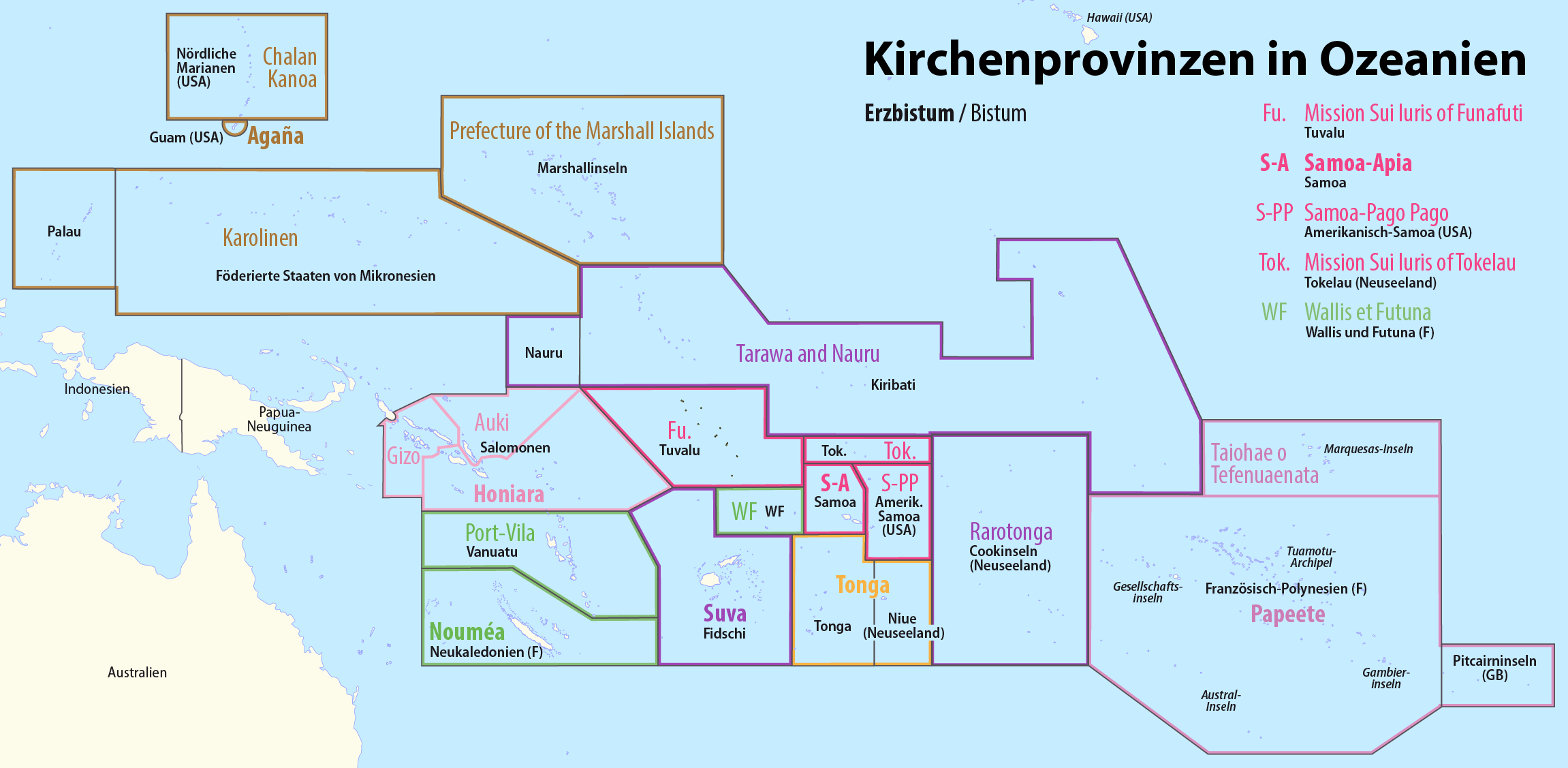
Kirchenprovinzen in Ozeanien

| Kirchenprovinz Agaña                  | Kirchenprovinz Agaña                         |
| ------------------------------------- | -------------------------------------------- |
| Erzbistum Agaña                       | Guam                                         |
| Bistum Chalan Kanoa                   | Nördliche Marianen                           |
| Bistum Karolinen                      | Föderierte Staaten von Mikronesien und Palau |
| Apostolische Präfektur Marshallinseln | Marshallinseln                               |
| Kirchenprovinz Nouméa                 |                                              |
| Erzbistum Nouméa                      | Neukaledonien                                |
| Bistum Port-Vila                      | Vanuatu                                      |
| Bistum Wallis und Futuna              | Wallis und Futuna                            |
| Kirchenprovinz Papeete                |                                              |
| Erzbistum Papeete                     | Französisch-Polynesien und Pitcairninseln    |
| Bistum Taiohae o Tefenuaenata         | Französisch-Polynesien                       |
| Kirchenprovinz Samoa-Apia             |                                              |
| Erzbistum Samoa-Apia                  | Samoa                                        |
| Bistum Samoa-Pago Pago                | Amerikanisch-Samoa                           |
| Mission sui juris Tokelau             | Tokelau                                      |
| Kirchenprovinz Suva                   |                                              |
| Erzbistum Suva                        | Fidschi                                      |
| Bistum Rarotonga                      | Cookinseln                                   |
| Bistum Tarawa und Nauru               | Kiribati und Nauru                           |
| Mission sui juris Funafuti            | Tuvalu                                       |
| exempt                                |                                              |
| Bistum Tonga                          | Tonga und Niue                               |

## Vorsitzende
- 1970–1971: George Hamilton Pearce, Erzbischof von Suva
- 1971–1978: Pierre-Paul-Émile Martin, Erzbischof von Nouméa
- 1978–1982: Patelisio Punou-Ki-Hihifo Finau, Bischof von Tonga
- 1982–1987: Petero Mataca, Erzbischof von Suva
- 1987–1991: Francis-Roland Lambert, Bischof von Port-Vila
- 1991–1996: Anthony Sablan Apuron, Erzbischof von Agaña
- 1996–2003: Michel-Marie-Bernard Calvet, Erzbischof von Nouméa
- 2003–2010: Anthony Sablan Apuron, Erzbischof von Agaña
- 2010–2016: Soane Patita Paini Mafi, Bischof von Tonga
- 2016–2023: Paul Donoghue, Bischof von Rarotonga
- seit 2023: Ryan Jimenez, Erzbischof von Agaña